# Cicer atlanticum
Cicer atlanticum är en ärtväxtart som beskrevs av René Charles Maire. Cicer atlanticum ingår i släktet kikärter, och familjen ärtväxter. Inga underarter finns listade i Catalogue of Life.